# هوتو (تگزاس)
هوتو، تگزاس(به انگلیسی: Hutto, Texas) شهری در ایالت تگزاس از ایالات جنوبی ایالات متحده آمریکا است. در سرشماری سال ۲۰۰۰، جمعیت این شهر ۱۷۱۲۰ نفر اعلام شد.